# Y'lan Noel
Y'lan Noel (Brooklyn, Nueva York, Estados Unidos; 21 de mayo de 1988) es un actor estadounidense de cine, teatro y televisión. Ha adquirido reconocimiento por sus participaciones en la serie Insecure (2016) y  en la película The First Purge (2018).

## Carrera
Nacido en Brooklyn, sus padres se mudaron a la localidad de Georgia donde creció. Se graduó de NYU en la primavera de 2010. Su primer año y medio estuve en Strasberg y luego hizo la pista Experimental  en el Theatre Wing Transfer en su último semestre. También hizo el programa de ITW Ámsterdam el verano antes de graduarse e hizo un curso de verano en NYU / Stonestreet Studios mientras estaba en Morehouse College.
Perteneciente a la etnia afroamericana, Noel es un actor dramático popular por su actuación en rol protagónico en la cuarta parte de la saga de The Purge, The First Purge del 2018, dirigida por Gerard McMurray.
Para televisión en el 2013 trabajó en The Hustle donde hizo de Kutta.  Durante 2016 y 2017 encarnó el personaje de Daniel King en la serie de HBO Insecure.

## Filmografía
- 2020: The Photograph.[4]
- 2019: The Weekend.
- 2018: The First Purge.
- 2013: House of Another.
- 2012: The Spartan King (cortometraje).

## Televisión
- 2016/2017: Insecure.
- 2013: The Hustle.